# Boys Don't Cry (film)
Pour les articles homonymes, voir Boys Don't Cry.
Pour plus de détails, voir Fiche technique et Distribution.
Boys Don't Cry est un drame américain co-écrit et réalisé par Kimberly Peirce, sorti en 1999.
Ce film restitue les derniers jours de Brandon Teena assassiné en 1993 pour avoir mené sa vie de jeune trans dans un coin reculé des États-Unis. Brandon a 21 ans, alors. Né dans un corps de femme, il se sent homme et a consulté des médecins pour entreprendre une transition par injection d'hormones. Il est assassiné par deux jeunes hommes, dans un coin du Nebraska, au cœur de la région des Grandes Plaines des États-Unis.

## Synopsis
Brandon Teena est un jeune homme trans, transgenre de 21 ans. Il vit à Lincoln (Nebraska), chez son cousin Lonny. Sa mère l'a déjà fait enfermer. Dès le début du film il assume son identité masculine : il est sorti avec la petite sœur d'un groupe de garçons qui le poursuivent en le traitant de « gouine ». Comme ils jettent des pierres dans les vitres du mobile-home et traitent Lonny de « pédé », le cousin en question le traite de « gouine », ce qu'il nie être, et l'appelle de son prénom féminin, Teena. Le cousin décide de jeter Brandon à la rue.
Brandon fait la connaissance de la jeune Candace dans un bar. Elle souhaite, d'ailleurs, changer de prénom. Il la sauve d'un gros costaud qui cherche à s'imposer auprès d'elle. John Lotter intervient alors et tous s'enfuient en courant et trouvent Tom en train de faire un graffiti insultant pour les gens de Lincoln. Ils partent en voiture pour Falls City.
Candace fait partie d'un petit groupe avec John Lotter et son ami Tom, ainsi que les Tisdel, mère et fille (la jeune Lana), et la petite April dont le père est John. Il y a aussi une certaine Kate. Candace vit dans sa propre maison, à l'écart des Tisdel. Ce groupe habite à environ 170 km de Lincoln, à la campagne, dans le comté de Richardson, à Falls City. John et Tom sortent de prison.
Depuis la maison des Tisdel, Brandon contacte son cousin par téléphone : il est convoqué au tribunal et il est obligé d'y aller. Il veut revenir chez Lonny. À la question  du cousin pour savoir ce qu'en disent les médecins, il répond qu'il faut aller voir un psy et que ça se terminera par des injections d'hormones, qu'il n'aura jamais l'argent pour se payer tout ça. Lonny lui rappelle qu'il ne peut pas fuir éternellement, que ça se terminerait par la prison.
Dans un bar à karaoké de Falls City, Brandon tombe amoureux de Lana Tisdel, dépressive mais qui chante en le regardant droit dans les yeux. Bien que Brandon ait trouvé une voiture – au chauffeur inquiétant – pour le ramener vers le cousin, John Lotter lui propose de passer une nuit encore avec eux. Brandon tient son rôle d'homme dans un « rodéo de pare-chocs ». Lana l'admire et voudrait le protéger. Il entame une relation avec elle, mais il a ses règles. Il fera en sorte de cacher sa condition actuelle. On le voit mettre un tampon et cacher celui usagé sous un matelas. Il aplatit sa poitrine avec des bandages et place une boule de chaussettes roulées dans son slip. De son côté, Lana subit une constante violence morale de la part de John, son quasi beau-père qui fantasme sur elle au moins depuis qu'elle a 13 ans, alors qu'il était en prison. Ce John Lotter se révèle, dans le film, un mythomane incontrôlable et dangereux qui s'imagine protéger Lana. Mais Lana n'est pas présentée dans le film comme sa petite amie, elle en a peur et semble user de son charme de jeune fille pour le calmer.
Après une arrestation pour faux chèque et usurpation d'identité, Brandon passe une nuit en garde à vue et c'est Lana qui paye la caution. Pour expliquer pourquoi on l'a enfermé dans une cellule pour femmes, Brandon affirme être intersexe. Lana lui dit que ça ne change rien aux sentiments qu'elle éprouve pour lui.
Avec cette arrestation, le groupe apprend, dans le journal, l'identité officielle de Brandon. Pendant que Lana et Brandon font l'amour dans une voiture, John cherche dans la valise de Brandon des indices qui confirmeraient ceux trouvés par Candace. John devient particulièrement enragé quand il découvre le godemichet et une brochure sur les travestis et transsexuels. Quand Brandon rentre à la maison John et Tom arrachent le pantalon de Brandon devant Lana, contrainte de constater le corps de femme de Brandon. John et Tom emmènent Brandon dans un champ, le frappent, le violent, puis menacent de le tuer s'il porte plainte. L'interrogatoire par l'officier de police tourne vers des insinuations obscènes. Pour finir, Brandon en arrive à dire que tout est de sa faute, pour s'éviter la mort par les deux brutes.
Lana persuade Brandon de porter plainte, puis de fuir tous les deux.
Un soir, John et Tom se saoulent, et décident de tuer Brandon. Malgré les tentatives de Lana pour les arrêter, ils se rendent en voiture jusqu'à la maison de Candace, située assez loin ; ils y trouvent Brandon, qui s'est caché dans une remise de la propriété de Candace. John tire sur Brandon sous le menton, et Tom tire sur Candace dans la tête tandis que Lana se bat contre eux et leur crie de s'arrêter. Tom poignarde le corps inanimé de Brandon, puis essaye de tirer sur Lana, mais John l'arrête. Tous les deux s'enfuient, tandis que Lana gît par terre à côté du cadavre de Brandon.
Le lendemain matin, Lana se réveille sur le corps inanimé de Brandon. Sa mère arrive et l'emmène bouleversée. Le film prend fin en montrant Lana quittant Falls City tandis qu'on lit, en voix off, une lettre que Brandon lui a écrite.

## Fiche technique
- Titre : Boys Don't Cry
- Autre titre : Take It Like a Man
- Réalisation : Kimberly Peirce
- Scénario : Kimberly Peirce et Andy Bienen
- Directeur artistique : Shawn Carroll
- Décors : Michael Shaw
- Costumes : Victoria Farrell
- Photographie : Jim Denault
- Montage : Tracy Granger et Lee Percy
- Musique : Nathan Larson
- Producteurs : John Hart, Jeff Sharp, Christine Vachon et Eva Kolodner
  - Productrices exécutives : Caroline Kaplan et Pamela Koffler
- Sociétés de production : Fox Searchlight Pictures, The Independent Film Channel Productions, Killer Films et Hart-Sharp Entertainment
- Sociétés de distribution : Fox Searchlight Pictures (États-Unis) ; UFD (France)
- Budget : 2 000 000 $
- Pays de production :  États-Unis
- Langue originale : anglais
- Format : couleur, 35 mm, 1,85:1
- Genre : drame
- Durée : 118 minutes
- Dates de sortie : 
  -  États-Unis :
    - 22 octobre 1999 (sortie limitée)
    - 31 mars 2000 (sortie nationale)

  -  France : 5 avril 2000
- Classification :
  -  États-Unis : R
  -  France : interdit aux moins de 16 ans

## Distribution
- Hilary Swank (VF : Julie Dumas) : Brandon Teena
- Chloë Sevigny (VF : Barbara Beretta) : Lana Tisdel
- Peter Sarsgaard (VF : Joël Zaffarano) : John Lotter
- Brendan Sexton III (VF : Vincent Ropion) : Tom Nissen
- Alicia Goranson (VF : Anne Massoteau) : Candace
- Jeanetta Arnette (VF : Chrystelle Labaude) : Juliet Tisdel, la mère de Lana
- Matt McGrath (VF : Bruno Choel) : Lonny
- Alison Folland (VF : Anne Guillard[Laquelle ?]) : Kate

## Production
Dans la première moitié des années 1990, le scénario, déjà écrit, est proposé par la productrice Christine Vachon à la réalisatrice française Claire Denis qui refuse de réaliser le film, ne pouvant s'investir suffisamment dans un scénario écrit par d'autres.

## Distinctions
- Golden Globes 2000 : Meilleure actrice pour Hilary Swank
- Oscars 2000 : Meilleure actrice pour Hilary Swank

## Commentaires
- Ce film est inspiré fidèlement de la vie de Brandon Teena.
- Un documentaire de Susan Muska et Greta Olafsdottir The Brandon Teena Story (en) avait déjà utilisé le même sujet en 1998.
- David Bowie fait une apparition caméo dans ce film.
- Hilary Swank n'a touché que 3 000 $ pour ce film et s'est préparée physiquement en se promenant dans les rues habillée en garçon.
- C'est en regardant ce film lors d'un voyage en vélo au Pakistan en 2013 qu'Eddie Ayres comprend qu'il est un homme transgenre[15].